# Contea di Emanuel
La contea di Emanuel (in inglese Emanuel County) è una contea dello Stato della Georgia, negli Stati Uniti. La popolazione al censimento del 2000 era di 21 837 abitanti. Il capoluogo di contea è Swainsboro.